# Jana Obrovská
Jana Obrovská (* 13. September 1930 in Prag; † 4. April 1987 ebenda) war eine tschechoslowakische Komponistin und Musikredakteurin.

## Leben
Jana Obrovská war Tochter des tschechischen Malers und Bildhauers Jakub Obrovský. Während ihrer Schulzeit bekam sie privaten Klavierunterricht bei Berta Kabeláčová-Rixová und in Musiktheorie bei Jaroslav Řídký. Nach dem Abitur studierte sie ab 1949 Komposition am Prager Konservatorium bei Emil Hlobil und Miroslav Krejčí. Das Studium schloss sie 1955 erfolgreich mit ihrem ersten Klavierkonzert ab, für welches sie in der Tschechoslowakei und der DDR große Anerkennung bekam. Danach arbeitete sie als Redakteurin bei dem Musikverlag Supraphon.
Beeinflusst durch den ungarischen Komponisten Béla Bartók schrieb sie Werke für  Orchester, kammermusikalische Besetzungen und erlangte Bekanntheit hauptsächlich durch ihre Gitarrenkompositionen. Sie war die erste Frau, die in der Sparte Komposition am internationalen Gitarrenwettbewerb des französischen Rundfunks (ORTF Concours International de Guitare) teilnahm und erhielt dort 1972 den 2. Preis für ihre Komposition Passacaglia a toccata pro kytaru. Ihre Hommage à Béla Bartók pro kytaru wurde später zu einem Pflichtstück in diesem Wettbewerb. 1981 erschien ihr Konzert für zwei Gitarren und Orchester (Koncert pro dvě kytary a orchestr) auf Schallplatte, eingespielt von den Gitarristen Milan Zelenka und Lubomír Brabec sowie dem Radioorchester Pilsen (Plzeňský rozhlasový orchestr). Ihre Kompositionen finden sich in den Programmen und Aufnahmen vieler Gitarristen.
Jana Obrovská war mit dem Gitarristen Milan Zelenka (* 1939) verheiratet.

## Werke (Auswahl)

### Orchesterwerke
- Koncert pro klavír a orchestr č. 1, 1955
- Bulharská rapsodie, symf. báseň pro velký orchestr, 1958
- Koncert pro klavír a orchestr č. 2, 1960
- Na paměť Hirošimy, symf. báseň, 1962
- Scherzino pro dechový orchestr, 1962
- Koncert pro klavír a orchestr č. 3 (Concerto da Tosca), 1973
- Fuga, interludium a toccata pro smyčce, 1961
- Concerto facile pro (kontra)alt, cembalo a orchestr, 1966
- Concerto meditativo pro kytaru a smyčce, 1971
- Koncert pro dvě kytary a orchestr, 1977
- Due pro žestě a smyčce, 1979
- Smutek sluší viole. Fragment pro violu a kom. orchestr, 1978
- Suita pro smyčce, 1979
- Concertino pro housle, violu, kontrabas a smyčce, 1982
- Concerto piccolo per flauto solo ed archi, 1984

### Kammermusikalische Werke
- 5 písní na slova lidové poesie pro mezzosoprán a klavír, 1955
- Podzimní preludia pro housle a klavír, 1956
- Sonáta pro housle a klavír, 1963
- Arabesky pro klarinet a klavír, 1965
- Trio pro flétnu, hoboj a violu, 1966
- Symbiózy pro flétnu a harfu, 1967
- Dechový kvintet, 1968
- Preludia pro kytaru, 1969
- Hommage à Béla Bartók pro kytaru, 1970
- Musica per tre pro housle, kytaru a akordeon, 1970
- Passacaglia a toccata pro kytaru, 1972
- Due musici. Koncert pro dvě kytary, 1972
- Suoni pro basklarinet a klavír, 1974
- Pocta českému chorálu pro kytaru, 1975
- Musica notturna pro flétnu, basklarinet a klavír, 1975
- Smyčcový kvartet, 1975
- Fanfárová suita pro 13 žesťových nástrojů, 1976
- Japonské obrázky pro kytaru sólo, 1984
- Z pohádek. Suita pro tři kytary, 1985
- Tři kusy pro flétnu a klavír, 1986